# Herrarnas 61 kg i tyngdlyftning vid olympiska sommarspelen 2020
Herrarnas tyngdlyftning i 61-kilosklassen vid olympiska sommarspelen 2020 hölls den 25 juli 2021 i Tokyo International Forum i Tokyo.
Li Fabin från Kina tog guld, indonesiska Eko Yuli Irawan tog silver och Igor Son från Kazakstan tog brons.

## Tävlingsformat
Varje tyngdlyftare får tre försök i ryck och stöt. Deras bästa resultat i de båda lyften kombineras till ett totalt resultat. Om någon tävlande misslyckas att få ett godkänt lyft, så blir de utslagna. Ifall två tyngdlyftare hamnar på samma resultat, är idrottaren med lägre kroppsvikt vinnare.

## Rekord
Innan tävlingens start gällde följande rekord.
| Världsrekord | Ryck   | Li Fabin (CHN)        | 145 kg | Pattaya, Thailand       | 19 september 2019 |
| Världsrekord | Stöt   | Eko Yuli Irawan (INA) | 174 kg | Asjchabad, Turkmenistan | 3 november 2018   |
| Världsrekord | Totalt | Li Fabin (CHN)        | 318 kg | Pattaya, Thailand       | 19 september 2019 |

## Resultat
| Placering | Idrottare              | Nation                  | Grupp | Kroppsvikt | Ryck (kg) | Ryck (kg) | Ryck (kg) | Ryck (kg) | Stöt (kg) | Stöt (kg) | Stöt (kg) | Stöt (kg) | Totalt   |
| Placering | Idrottare              | Nation                  | Grupp | Kroppsvikt | 1         | 2         | 3         | Resultat  | 1         | 2         | 3         | Resultat  | Totalt   |
| --------- | ---------------------- | ----------------------- | ----- | ---------- | --------- | --------- | --------- | --------- | --------- | --------- | --------- | --------- | -------- |
| 1         | Li Fabin               | Kina                    | A     | 60,90      | 137       | 137       | 141       | 141       | 166       | 172       | 178       | 172 0OR0  | 313 0OR0 |
| 2         | Eko Yuli Irawan        | Indonesien              | A     | 60,80      | 137       | 141       | 141       | 137       | 165       | 177       | 177       | 165       | 302      |
| 3         | Igor Son               | Kazakstan               | A     | 60,25      | 126       | 131       | 134       | 131       | 156       | 162       | 163       | 163       | 294      |
| 4         | Yoichi Itokazu         | Japan                   | A     | 60,85      | 130       | 130       | 133       | 133       | 158       | 159       | 162       | 159       | 292      |
| 5         | Seraj Al-Saleem        | Saudiarabien            | A     | 60,90      | 124       | 127       | 129       | 129       | 159       | 166       | 166       | 159       | 288      |
| 6         | Davide Ruiu            | Italien                 | A     | 60,90      | 123       | 127       | 131       | 127       | 153       | 159       | 159       | 159       | 286      |
| 7         | Shota Mishvelidze      | Georgien                | A     | 60,95      | 130       | 134       | 135       | 130       | 155       | 163       | 165       | 155       | 285      |
| 8         | Luis García            | Dominikanska republiken | B     | 60,95      | 120       | 120       | 124       | 120       | 154       | 154       | 154       | 154       | 274      |
| 9         | Simon Brandhuber       | Tyskland                | B     | 61,00      | 123       | 127       | 127       | 123       | 142       | 142       | 145       | 145       | 268      |
| 10        | Morea Baru             | Papua Nya Guinea        | B     | 61,00      | 113       | 118       | 118       | 118       | 147       | 153       | 153       | 147       | 265      |
| 11        | Eric Andriantsitohaina | Madagaskar              | B     | 60,10      | 105       | 110       | 114       | 114       | 140       | 150       | 154       | 150       | 264      |
| 12        | Marcos Rojas           | Peru                    | B     | 60,90      | 100       | 105       | 107       | 105       | 130       | 130       | 135       | 135       | 240      |
| –         | Thạch Kim Tuấn         | Vietnam                 | A     | 60,80      | 126       | 126       | 130       | 126       | 150       | 150       | 153       | –         | –        |
| –         | Kao Chan-hung          | Kinesiska Taipei        | A     | 60,70      | 125       | 128       | 130       | 125       | 147       | 147       | 147       | –         | –        |